# Alexandra Bachzetsis
Alexandra Bachzetsis (Zürich, Suiza, 1974) es una coreógrafa y artista visual suiza. Sus medios artísticos incluyen las artes plásticas, danza, performance y teatro.
Su práctica investiga los movimientos del cuerpo humano y la manera en que la cultura influye en nuestros gestos, expresiones y gustos.  Bachzetsis utiliza diferentes disciplinas con las que examina la influencia de los géneros populares o comerciales  (medios en línea, video-clips y televisión) y los artísticos (ballet, danza contemporánea y performance) sobre cómo nos percibimos y nos representamos en el mundo real.

## Biografía
Alexandra Bachzetsis nació en Zürich, Suiza en 1974. Estudió en el Zürcher Kunstgymnasium y de la Dimitri Schule en Verscio, ambas en Suiza. Cursó el Programa Educativo de Performance en STUK Arts Centre en Lovaina, Bélgica de 1997-1999.
De 1999 a 2004 fue bailarina en Les Ballet C. de la B. Sasha Waltz & Guests en Berlín, Alemania aunque creó su propia compañía en 2001 donde ella participa como bailarina y coreógrafa. Hizo la maestría en Coreografía y Performance en Das Arts en Ámsterdam, Holanda entre 2004 y 2006.
En 2015 fue artista en residencia en tres espacios: Sterna Nisyros Residence en Grecia, Tanzhaus Zürich en Suiza y en Rauschenberg Residency en Captiva, Florida, Estados Unidos. 
Alexandra Bachzetsis es representada en México por la galería kurimanzutto.

## Obra
Alexandra Bachzetis genera con su obra espacios donde el cuerpo se manifieste como aparato crítico y artístico a la vez. La forma en la que la cultura popular influye en los gestos, expresiones y fantasías humanas es una constante en la investigación artística del trabajo de Bachzetsis. 
Los clichés son un tema recurrente en su trabajo y en sus performances utiliza las representaciones que las industrias del sexo y el espectáculo han creado en la cultura popular contemporánea como herramientas de construcción de lenguajes corporales que lleven a la autorreflexión y apoderamiento. 

## Exposiciones
Alexandra Bachzetsis ha tenido numerosas exposiciones individuales y colectivas en diferentes países como Alemania, Bélgica, China, Estados Unidos, Francia, Grecia, Holanda, México, Reino Unido, Rusia, Suiza, Grecia y Portugal.  

### Individuales
- 2018 An Ideal for Living. Centre Culturel Suisse, París, Francia.
- 2018 Private: Wear a mask when you talk to me y Private Song. High Line, Nueva York, Estados Unidos.
- 2017 Massacre: Variations on a Theme. Museum of Contemporary Art, Nueva York, Estados Unidos.
- 2017 Massacre: Variations on a Theme. Centre Pompidou, París, Francia.
- 2017 Private: Wear a mask when you talk to me. Centre Culturel Suisse, París, Francia.
- 2016 Private: Wear a mask when you talk to me. Festival DansFabrik, Le Quartz, Scène nationale de Brest. Brest, Francia.
- 2016 Gold. Power Station of Art. Shanghái. China.
- 2016 Gold. Wing Platform. Hong Kong, China.
- 2016 Gold. OX Warehouse. Macau, China.
- 2016 From A to B via C. Maillon,  Théatre de Strasbourg. Strasburgo, Francia.
- 2016 Private: Wear a mask when you talk to me - Swiss Premiere. Das  Tanzfest Basel, Kaserne Basel. Basilea, Suiza.
- 2016 Private: Wear a mask when you talk to me. Zürich  Tanzt, Kunsthaus Zürich. Zúrich, Suiza.
- 2016 Private: Wear a mask when you talk to me. Radio Athènes. Atenas, Grecia.
- 2016 Private: Wear a mask when you talk to me. Museum Unterlinden. Colmar, Francia.
- 2016 Private: Wear a mask when you talk to me. Liste Art Fair Basel, Kaserne Basel. Basilea, Suiza.
- 2016 Gold y Private: Wear a mask when you talk to me. Kunstverein Hannover, Ausstellung Körper und Bühnen. Hannover, Alemania.
- 2016 Private: Wear a mask when you talk to me. CAPC Bordeaux and Festival FAB. Bordeaux, Francia.
- 2016 Massacre: Variations on a T heme, Kaserne Basel. Basilea, Suiza.
- 2016 Private: Wear a mask when you talk to me. Maria Matos  Teatro Municipal. Lisboa, Portugal.
- 2015 From A to B via C. Fabriktheater Rote Fabrik. Zúrich, Suiza.
- 2015 From A to B via C. Swiss Institute. Nueva York, Estados Unidos.
- 2015 X-Apartments.Onassis Cultural Center. Atenas, Grecia.
- 2015 Gold. Naturistorisches Museum. Basilea, Suiza.
- 2015 From A to B via C.Stedelijk Museum. Ámsterdam, Países Bajos.
- 2015 From A to B via C.Serralves. Porto, Portugal.
- 2015 From A to B via C.T heaterhaus Gessnerallee. Zürich, Suiza.
- 2015 From A to B via C.  Centre Pompidou & Centre Cultural Suisse. París, Francia.
- 2015 Gold.CAPC / Musée d’Art Contemporain de Bordeaux. Bordeaux, Francia.
- 2015 An Event by Alexandra Bachzetsis and a DJ Act by Lies Vanborm. David Roberts Art Foundation. Londres, Reino Unido.
- 2015 From A to B via C. Swiss Contemporary Dance Festival. San Petersburgo, Rusia.
- 2014 From A to B via C. Museo Jumex. Ciudad de México, México. (curaduría de Patrick Charpenel).
- 2014 From A to B via C.  BMW: Performance Room,  Tate Modern. Londres (curaduría de Catherine Wood).
- 2014 Solo Show, kurimanzutto. Ciudad de México, México.
- 2014 Solo Show, Bonner Kunstverein. Bonn, Alemania.
- 2013 The Stages of Staging, Stedelijk Museum. Ámsterdam, Países Bajos.
- 2011 A Piece Danced Alone, Chisenhale Gallery. Londres, Reino Unido.
- 2011 L’Escorte The Escort, (curaduría de Pierre Bal-Blanc) CAC Brétigny. París, Francia.
- 2010 Play, Kunsthaus Glarus, Glarus, Suiza.2008Show, Kunsthalle Basel. Basilea, Suiza.
- 2007 This Side Up (en colaboración con Julia Born), Perla Mode, Message Salon. Zúrich, Suiza.
- 2006 Show Dance, De Appel, Ámsterdam, Países Bajos.2005Handwerk, Juliette Jongma Gallery. Ámsterdam, Países Bajos.
- 2004 Murder Mysteries (en colaboración con Danai Anesiadou), Etablissement d’en face. Bruselas, Bélgica.

### Colectivas
- 2016 Gold y Private: Wear a mask when you talk to me. Art Night London en colaboración con ICA, London. Londres, Reino Unido.
- 2015 Let’s Dance. Art Stations gallery. Poznan, Polonia.
- 2014 From A to B via C. Biennale of Moving Images, (curaduría de Hans Ulrich Obrist, Andrea Bellini y Yann Chateigné) Ginebra, Suiza.
- 2014 Undressed. Le Movement, (curaduría de Gianni Jetzer y Chris Sharp) Biel. Berna, Suiza.
- 2014 Rehearsal Ongoing. Elevation, (curaduría de Neville Wakefield y Olympia Scarry) Gstaad. Berna, Suiza.
- 2013 A Piece Danced Alone. ABC Art Berlin Contemporary at Gallery Meyer Riegger. Berlín, Alemania.
- 2012 S.M.A.K. Track – A Contemporaty City Invitation (curaduría de Mirjam Varadinis). Gent, Bélgica.
- 2012 La Jeunesse es un Art. Jubiläum Manor Kunstpreis 2012, Kunsthaus Aarau, Suiza.dOCUMENTA (13) (curaduría de Carolyn Christov-Bakargiev). Kassel, Alemania. *2012 The F-Word. (curaduría de Anke Hoffmann). Shedhalle Zúrich, Alemania.
- 2012 Glasgow International Festival of Visual Art, (curaduría de Katrina Brown) CCA Centre for Contemporary Arts Glasgow, Escocia.
- 201 1 3rd Thessaloniki Biennale of Contemporary Art, Macedonian Museum. Thessaloniki, Grecia.
- 2011 Swiss Art Awards 201 1. Basel, Suiza.
- 2010 Performative Structures New Existentialism Part 1. (Curaduría de Alexandra Blättler). Alte Fabrik Rapperswil, Suiza.
- 2009 Quick, Quick, Slow. Text, Image and Time. (Curaduría de Emily King), Museu Colecçao Berardo and Experimenta Design Lisboa. Lisboa, Portugal.
- 2009 Something Raw. International Dance and Performance Festival. (Curaduría de Fleurie Kloostra y  Tom Rummens), Brakke Grond, Flemish Cultural Centre. Ámsterdam, Países Bajos.
- 2009 The Swiss Cube (curaduría de Salvatore Lacagnina), Instituto Svizzero, Roma, Italia.LISTE 09 Performance Project. (curaduría de Silke Bitzer). Basel, Suiza. *2008 Aurum. (curaduría de Dolores Denaro), CentrePasquArt, Biel. Berna, Suiza.
- 2008 Word Event. (Curaduría de Maxine Kopsa y Roos Gortzak), Kunsthalle Basel. Basel, Suiza.
- 2008 When Things Cast No Shadow – 5a Bienal de Arte Contemporáneo Berlín (curaduría de Adam Szymczyk y Elena Filipovic). Berlín, Alemania.
- 2008 Shifting Identities, (curaduría de Miriam Varadinis), Kunsthaus Zürich. Zúrich, Alemania.
- 2007 Forms of Inquiry: T he Architecture of Critical Graphic Design. (curaduría de Zak Kyes), Architectural Association School of Architecture. Londres, Reino Unido.
- 2007 If I Can’t Dance, I Don’t Want To Be Part Of Your Revolution. (curaduría de Frederike Bergholz y Anne Fletcher), De Appel. Ámsterdam, Países Bajos.
- 2007 The Weasel. (curaduría de Kit Hammonds), South London Gallery. Londres, Reino Unido.
- 2006 If I Can’t Dance, I Don’t Want To Be Part Of Your Revolution. (curaduría de Frederike Bergholz y Anne Fletcher), Festival aan de Werf. Utrecht, Países Bajos. *2005 (My private) Heroes. (curaduría de Jan Hoet), MARTA, Herford, Alemania. Slow Art (curaduría de Mattijs Visser) Museum Kunst Palast. Düsseldorf, Alemania.
- 2005 Le look c’est chic (curaduría de Anne Rosset), Shedhalle Rote Fabrik. Zúrich, Alemania.
- 2005 Split Subjects  (curaduría de Francesco Bernardelli), De Appel.  Ámsterdam, Alemania.
- 2005 In This Colony (curaduría de Maxine Kopsa),  The Kunstfort Vijvuhizen. Ámsterdam, Países Bajos.
- 2005 Emotion Pictures (curaduría de Dieter Roelstraete), MUHKA. Amberes, Alemania.
- 2004 If I Can’t Dance, I Don’t Want To Be Part Of Your Revolution. (curaduría de Frederike Bergholz and Anne Fletcher), Festival aan de Werf. Utrecht, Países Bajos.
- 2004 Fifth anniversary of S.M.A.K., S.M.A.K., Gent, Bélgica. I need you (curaduría de Dolores Denaro) CentrePasquArt. Biel, Suiza.
- 2003 Tourettes (curaduría de Wil Holder y Stuart Bailey), W139. Ámsterdam, Países Bajos.
- 2002 Performance Festival (curaduría de Esther Eppstein), Message Salon. Zúrich, Alemania.

## Premios y reconocimientos
- 2012 Swiss Performance Prize. Suiza. Archivado el 5 de julio de 2019 en Wayback Machine.
- 2011 Swiss Art Award. Suiza.
- 2009 Kultur Department Kenton Besel-Land. Premio por el performance "Bluff".
- 2009 Stedt Zürich. Beca para coreografías.
- 2007 Migros Kulturprozent Jubilee Award.